# Ficus verruculosa
Ficus verruculosa är en mullbärsväxtart som beskrevs av Otto Warburg. Ficus verruculosa ingår i släktet fikonsläktet, och familjen mullbärsväxter. Inga underarter finns listade i Catalogue of Life.